# Lise-Anne Couture
Pour les articles homonymes, voir Couture (homonymie).
Lise-Anne Couture, née en 1959, est une architecte canadienne, cofondatrice en 1987, avec Hani Rashid, de l'agence Asymptote, sise à New York. Elle est diplômée de l'université Carleton d'Ottawa et de l'université Yale.
Cette agence est notamment connue pour ses installations artistiques et ses recherches menées sur les rapports entre outils numériques et architecture.
En plus de son rôle chez Asymptote, Lise Anne Couture siège au conseil d'administration de la Architectural League of New York et participe à des initiatives telles que le GSA Design Excellence Peer Review du gouvernement fédéral. Elle a également été boursière de la New York Foundation for the Arts.

## Carrière académique
Lise Anne Couture a occupé plusieurs postes prestigieux dans des institutions universitaires renommées, notamment :
- La chaire Saarinen et la chaire Davenport à l'Université Yale.
- La chaire Kenzo Tange à la Graduate School of Design de Harvard.
- Des chaires invitées à l'Université de Princeton, au Southern California Institute of Architecture (SCI-Arc) et à l'Université de Virginie.

Pendant plus de dix ans, elle a enseigné à la Graduate School of Architecture, Planning and Preservation de l'Université Columbia. En 2010, elle a été professeure invitée à la chaire Baird du Collège d'architecture de l'Université Cornell.

## Principales réalisations
Elle a réalisé de nombreux projets d'architecture.
- Steel Cloud (1989) : projet gagnant du concours de porte-glace de Los Angeles.
- Universe Theatre (1996) à Aarhus, au Danemark, primé par l'Association des architectes danois[5].
- HydraPier Pavilion (2003) à Haarlemmermeer, aux Pays-Bas, récompensé par un AIA Design Award.
- Hôtel Yas Viceroy (2009) à Abou Dabi, un emblème architectural intégré au circuit de Formule 1.
- 166 Perry Street (2010), un immeuble résidentiel de luxe à Manhattan.
- Velo Towers (2012) à Séoul, un projet intégré dans le développement Dreamhub.
- Carlos Miele Flagship store, 2002, États-Unis
- Bibliothèque publique de Guadalajara, 2005, Mexique, (concours)
- The Yas Hotel à Abou Dabi[6]
- 166 Perry Street, une tour résidentielle à New York[6]
- le pavillon HydraPier aux Pays-Bas[6]

Mais aussi des solutions de design industriel pour Alessi en Italie, Volkswagen à Wolfsbourg en Allemagne et Carlos Miele au Brésil.

## Projets virtuels
- New York Stock Exchange, 2002
- Fluxspace 3.0, 2002

## Presse et remises en prix[2]
- Prix du Moyen-Orient pour l'architecte, Projet d'hospitalité de l'Année, The Yas Hotel (2011)
- Prix de la conception de voyages et de loisirs, Meilleur grand hôtel, The Yas Hotel (2010)
- Grand Prix de l’Architecture, Festival Automobile International (2010)
- Prix d'éclairage de l'IESNA (2010)
- Le Grand Prix de l’Architecture, FAI, Paris, The Yas Hotel (2010)
- American Architecture Award, Chicago Athenaeum Museum of Architecture and Design (2008)
- AIA NY Chapter Design Award, Architecture d'intérieur (2007)
- AIA New York Chapter Design Award, Architecture intérieure (2005)
- Prix Frederick Kiesler pour l'architecture et les arts (2004)
- AIA New York Chapter Design Award, Architecture (2002)[7]

## Monographies
- Hani Rashid, Lise Anne Couture : Asymptote. Architecture à l'Interval, Rizzoli 1995,   (ISBN 0847818616)
- Hani Rashid, Lise Anne Couture: Asymptote: Flux, Phaidon Press 2002,   (ISBN 0714841722)
- Hani Rashid, Lise Anne Couture: Asymptote: Travaux et projets, Skira 2002,   (ISBN 888491261X)
- Hani Rashid, Lise Anne Couture: Asymptote Architecture Actualizations, Asia Art and Design Cooperation 2010,  (ISBN 978-7-5609-5599-5)